# Ребро Петро Павлович
Петро Па́влович Ребро́  (19 травня 1932, с. Білоцерківка, Запорізька область — 22 березня 2014, м. Запоріжжя) — відомий український поет, прозаїк, драматург, публіцист, літературознавець, гуморист і сатирик, перекладач, журналіст, громадський і культурний діяч.

## Освіта
Закінчив Запорізький державний педагогічний інститут (1953).

## Кар'єра
Після закінчення Запорізького педагогічного інституту служив в армії, вчителював у Малокатеринівській середній школі, працював у редакціях обласних газет «Червоне Запоріжжя», «Запорізька правда», в обласному книжково-газетному видавництві, в обласному управлінні культури. З 1967 року — відповідальний секретар Запорізької організації Спілки письменників України.

## Громадська діяльність
Фундатор Запорізької обласної організації національної спілки письменників України (очолював понад 30 років), виховав цілу плеяду талановитих літераторів, заснував ряд літературно-мистецьких свят, зокрема, «Поетичний травень», а також альманахи «Хортиця» (нині — журнал), «Спокута», «Весела Січ».
Як депутат обласної ради багатьох скликань активно відстоював права української мови і культури в регіоні, виступив проти гіператомізації краю (йшлося про спорудження на Запорізькій АЕС десяти блоків), засудив скороспілий проект реконструкції заводу «Запоріжсталь», який загрожував землякам ще більшими екологічними лихами, енергійно домагався будівництва обласної бібліотеки імені О. М. Горького, Історичного музею на о. Хортиці, кінотеатру «Перемога» та інших соціально-культурних об'єктів.
Один із засновників обласної організації Товариства української мови «Просвіта» і Асоціації національно-культурних товариств Запорізької області (очолював 15 років), президент (кошовий) Міжнародної асоціації гумористів і сатириків «Весела Січ».

## Творчість
Друкується з 1946 року. Перша збірка віршів «Заспів» вийшла в 1955 році. Нині в доробку письменника — сто книг для дорослих і дітей (загальний наклад — понад 5 млн прим.). Значна частина з них побачила світ у роки незалежності України. Це, зокрема, «Вибрані твори» в 5-ти томах, гумористична серія «Козацькі жарти» (12 книг), веселий календар «Козацький сміховник», трилогія «Сміхотерапія» («Помаранчевий сміх», «Майдан Усмішки», «Сміходерка»), збірки «Острів Байди», «Моя Білоцерківка» (лірика), «Ображений Гусак» (байки), «Петрів батіг» (епіграми), «Веселі дуелі» (пародії), літературознавча серія «Українська Мекка», дослідження «Т. Шевченко і Запоріжжя» (у двох книгах), книжки для дітей «Квіти мають імена», «Трінь і Трінька» та ін.
Поет. Автор збірок ліричних і сатиричних поезій «Заспів» (1955), «Вітер з Дніпра» (1957), «Проти шерсті» (1958), «Родичі сонця» (1961), «Проміння серця» (1962), «Перо під ребро» (1963), «Гірке причастя» (1964), «Людяність» (1965), «Запорізька веселка», «Заячі вуса» (1967), «Вогнярі» (1971), «Порохівниця» (1972), «Могорич» (1974), «Криця» (1975), «Листи до земляків» (1976), «Гаряча прокатка», «Побратимство» (1979); драматичної поеми «Заграва над Хортицею» (1980); книжок нарисів і віршів «У сусідів по планеті» (1960), документальних повістей «Грім над Запоріжжям», «Ніжна сталь» (1969); літературознавчого дослідження «Над синім Дніпром — Буревісник» (О. М. Горький на Запоріжжі, 1973); книжок для дітей «Сонечко», «Чому заєць косоокий» (1958), «Найсмачніші огірки» (1959), «Солов'ята» (1961), «Мій тато — сталевар», «Дірочка від бублика» (1962), «Козацькі жарти» (2010)[недоступне посилання з липня 2019] та ін.
В перекладі на російську мову вийшли збірки поезій «Жди солдата» (1972), «Таблетки с перцем» (1966), «Воробьишки» (1962) та ін.
Працював також у жанрі поетичного перекладу. Зокрема, переклав українською вірші башкирського поета Салавата Юлаєва «Рідна сторона», «Соловей», «Стріла», «Кош».
Твори П. Ребра перекладені на багато мов народів СНД і світу. Вони ввійшли до антологій, календарів, шкільних підручників тощо.
Керівник (головний редактор) науково-редакційного підрозділу Запорізької облдержадміністрації з підготовки та випуску серії книг «Реабілітовані історією». За його редакцією побачили світ 4 книги названої серії, тритомник «Повернені імена», десять випусків альманаху-щорічника «Спокута» та ін.
У статті «Анрі Барбюс на Дніпрогесі»  Ребро висвітлює  такий цікавий момент, як виступ французького письменника Анрі Барбюса на відкритті Дніпрельстану. Він вказує, що у цьому вітальному слові звучала велика любов до тих, хто був творцем легендарного Дніпрогесу, який прославив Запоріжжя на весь світ.

## Відзнаки і нагороди
- Петро Ребро був нагороджений орденом Трудового Червоного Прапора, медалями, Почесними грамотами Президій Верховних Рад Киргизької РСР, Абхазької і Калмицької АРСР.

Письменника нагороджено орденами Трудового Червоного прапора, Дружби народів, «За заслуги перед Запорізьким краєм» (II ступеня), медаллю «За трудову доблесть», ювілейною медаллю «За розвиток Запорізького краю», Шевченківською медаллю, Почесними грамотами Верховних Рад Киргизії, Абхазії, Калмикії, Почесною відзнакою Національної спілки письменників України.
- П. Ребро — член ради старійшин Запорізької області, радник голови облдержадміністрації, почесний доктор Запорізького національного університету, почесний громадянин с. Білоцерківки. Стипендіат Президента України.
- Петро Ребро є номінантом Національної премії України імені Т. Г. Шевченка та лауреатом літературних премій імені С. Руданського (2006), імені І. Нечуя-Левицького, імені П. Тичини, імені Остапа Вишні, імені гетьмана П. Сагайдачного, імені С. Олійника, імені М. Нагнибіди, імені В. Лісняка, імені М. Андросова.
- Його драматична поема «Заграва над Хортицею» (присвячена героїчній діяльності загону «Юні чапаєвці») відзначена премією на Всеукраїнському конкурсі на найкращу п'єсу, пісня «Гей, шуми, Великий Луже!» (музика Є. Пасічника) отримала Гран-прі на Міжнародному пісенному фестивалі «Доля», а пісня «Хвилина мовчання» (музика О. Білаша) ввійшла до збірки «Сто улюблених пісень».
- Книга «Веселиця» була видана в серії «Золота колекція української поезії для дітей».
- Лауреат Всеукраїнського фестивалю «Вишневі усмішки».
- Лауреат Всеукраїнського конкурсу на найкращу байку.
- Лауреат фестивалів «Пісенний вернісаж», «Золоті трембіти», «Мамині джерела», журналу «Перець» та ін.

## Пам'ять
- Присвячену Петру Ребру меморіальну дошку встановлено у Запоріжжі, на фасаді будинку на проспекті Соборному, 190, в якому раніше жив поет[10][11].
- У 2016 р. в Запоріжжі з'явилась вулиця Петра Ребра[12].